# Delias nais
Delias nais is een vlindersoort uit de familie van de Pieridae (witjes), onderfamilie Pierinae.
Delias nais werd in 1912 beschreven door Jordan.